# Nižbor
Nižbor – gmina w Czechach środkowych, w powiecie Beroun, w kraju środkowoczeskim. Według danych z dnia 1 stycznia 2013 liczyła 1 855 mieszkańców.
Funkcjonuje tu znana w Europie i udostępniona do zwiedzania huta szkła kryształowego Rückl, założona w 1903 roku przez Antoniego Rückla.
Nižbor składasię z trzech części:
- Nižbor,
- Stradonice,
- Žloukovice.